# آی‌ان‌اس تگ (اف۴۵)
آی‌ان‌اس تگ (اف۴۵) (به انگلیسی: INS Teg (F45)) یک کشتی است. این کشتی در سال ۲۰۰۹ ساخته شد.